# Witowce
Witowce (biał. Вітаўцы; ros. Витовцы) – wieś na Białorusi, w obwodzie mińskim, w rejonie wilejskim, w sielsowiecie Dołhinów.

## Historia
W czasach zaborów wieś w okręgu wiejskim Dołhinów, w gminie Dołhinów, w powiecie wilejskim, w guberni wileńskiej Imperium Rosyjskiego. W 1866 roku liczyła 92 mieszkańców (47 dusz rewizyjnych) w 12 domach. Należała do dóbr Dołhinów, własność Kamieńskich.
W latach 1921–1945 wieś leżała w Polsce, w województwie wileńskim, w powiecie wilejskim, w gminie Dołhinów.
Według Powszechnego Spisu Ludności z 1921 roku zamieszkiwały tu 163 osoby, 157 było wyznania rzymskokatolickiego a 6 prawosławnego. Jednocześnie 156 mieszkańców zadeklarowało polską, 6 białoruską a 1 inną przynależność narodową. Było tu 27 budynków mieszkalnych. W 1931 w 36 domach zamieszkiwało 170 osób.
Wierni należeli do parafii rzymskokatolickiej i prawosławnej w Dołhinowie. Miejscowość podlegała pod Sąd Grodzki w Krzywiczach i Okręgowy w Wilnie; właściwy urząd pocztowy mieścił się w Dołhinowie.
W wyniku napaści ZSRR na Polskę we wrześniu 1939 miejscowość znalazła się pod okupacją sowiecką. 2 listopada została włączona do Białoruskiej SRR. Od czerwca 1941 roku pod okupacją niemiecką. W 1944 miejscowość została ponownie zajęta przez wojska sowieckie i włączona do Białoruskiej SRR.
Od 1991 w składzie niepodległej Białorusi.
Do 2013 w sielsowiecie Ścieszyce.